# Califanthura minuta
Califanthura minuta är en kräftdjursart som beskrevs av Brian Frederick Kensley och Heard 1991. Califanthura minuta ingår i släktet Califanthura och familjen Paranthuridae. Inga underarter finns listade i Catalogue of Life.